# Maria Leks
Maria Leks (ur. 21 października 1995 w Mikołowie) – polska szachistka, mistrzyni FIDE od 2018 roku.

## Kariera szachowa
Wielokrotnie startowała w finałach indywidualnych mistrzostw Polski juniorek w różnych kategoriach wiekowych, zdobywając 6 medali: złoty (Szczyrk 2013 – do 18 lat), trzy srebrne (Kołobrzeg 2004 – do 10 lat, Kołobrzeg 2006 – do 12 lat, Murzasichle 2011 – do 16 lat) oraz dwa brązowe (Załęcze Wielkie 2002 – do 7 lat, Kołobrzeg 2005 – do 10 lat). Była również srebrną medalistką mistrzostw kraju w szachach szybkich P-30 (Polanica-Zdrój 2003 – do 8 lat, Koszalin 2005 – do 10 lat) oraz szachach błyskawicznych P-5 (Koszalin 2007 – do 12 lat) oraz dwukrotną medalistką drużynowych mistrzostw Polski: złotą (Ustroń 2010 – w barwach klubu „Polonia Trade Trans” Warszawa) oraz brązową (Gorzów Wielkopolski 2008 – w barwach klubu MKSz Rybnik).
W 2009 r. osiągnęła największy sukces w dotychczasowej karierze, zdobywając w Fermo (Włochy) brązowy medal mistrzostw Europy juniorek do 14 lat. W 2013 r. zdobyła w Mariborze srebrny medal drużynowych mistrzostw Europy juniorek do 18 lat.
Najwyższy ranking w dotychczasowej karierze osiągnęła 1 sierpnia 2012 r., z wynikiem 2109 punktów zajmowała 37. miejsce wśród polskich szachistek.